# Park Narodowy El Yunque
Park Narodowy El Yunque – park narodowy w Portoryko, chroniący jeden z nielicznych wilgotnych lasów równikowych pozostałych na Karaibach.
Teren parku otoczony jest wodospadami. W rezerwacie rośnie las mglisty w którym jest około 225 gatunków drzew. Wśród nich są bromelie, yagrumo, a także palmy kokosowe. Poza tym znaleźć tam można też 100 gatunków paproci (m.in. paprocie drzewiaste) oraz 50 gatunków storczyków. Dużą atrakcją jest żabka Coquí – jeden z symboli narodowych Portoryko.
Z powodu swojej różnorodności biologicznej został umieszczony na Światowej Liście rezerwatów Biosfery.